# Гётце, Марио
Ма́рио Гётце (нем. Mario Götze, немецкое произношение: [ˈmaːʁi̯o ˈɡœtsə]; родился 3 июня 1992 года, Мемминген, Германия) — немецкий футболист, атакующий полузащитник франкфуртского «Айнтрахта». Типичный десятый номер, также способный играть вингера на обоих флангах, нередко выступает на позиции «ложной девятки». В своё время Гётце считался одним из лучших молодых футболистов мира, обладая хорошей скоростью, техникой, дриблингом, а также способностью взять игру на себя. В 2010 году технический директор немецкого футбольного союза Маттиас Заммер назвал Марио одной из главной надежд сборной Германии на Чемпионате Мира по футболу 2022 в Катаре.
С трёхлетнего возраста увлекается футболом, играл в молодёжных клубах «Ронсберг», «Айнтрахт» (Хомбрух) и «Боруссия» (Дортмунд), в основном составе которого дебютировал в 2008 году. Проведя пять лет в основе рурского клуба, летом 2013 года перешёл в мюнхенскую «Баварию» за 37,0 млн €, что сделало его вторым самым дорогим немецким игроком в истории, после Месута Озила (50 млн €). За пять лет в Дортмунде Гётце выиграл два чемпионских титула и один Кубок страны, а также стал финалистом Лиги чемпионов УЕФА 2012/2013. C «Баварией» Марио три раза подряд выиграл Чемпионат Германии, становился победителем Клубного чемпионата мира, а также стал обладателем Суперкубка УЕФА и двух Кубков Германии.
За сборную Германии Гётце дебютировал 17 ноября 2010 года, в возрасте 18 лет. Участник двух чемпионатов Европы (Евро-2012 и Евро-2016), чемпион мира (2014). Автор единственного решающего мяча в ворота сборной Аргентины в финальном матче чемпионата мира 2014 года.

## Ранние годы
Переехав в Дортмунд в возрасте шести лет из Мюнхена, Марио на первых же тренировках начал демонстрировать завидное хладнокровие при обращении с мячом. У футболиста немецкой «молодёжки» проявились все задатки первоклассного диспетчера. Он был способен в любой момент обострить игру ювелирным пасом, равно как и в одиночку решить эпизод у ворот соперника. Обладая первоклассными техническими навыками и универсальностью, Гетце мог сыграть сразу на трех атакующих позициях в полузащите. Хавбек ростом 176 сантиметров не терялся даже при плотном прессинге со стороны защитников. Интерес к юноше со стороны болельщиков и прессы был настолько высок, что клуб временно наложил запрет на любые интервью.

## Клубная карьера

### «Боруссия» Дортмунд
Марио дебютировал за «Боруссию» в чемпионате 21 ноября в 13-м туре, выйдя на замену в конце поединка против «Майнца» на 88 минуте матча. Матч завершился безголевой ничьей — 0:0. Следующий матч за «черно-желтых» Гётце провел 17 января в поединке против «Кёльна». Вновь молодой полузащитник вышел на поле под занавес матча на 85 минуте матча. «Боруссия» выиграла в гостях со счетом 3:2. Всего же в чемпионате Марио появлялся на поле в пяти матчах. За это время он провел на поле 41 минуту.
В сезоне 2010/11 Гётце успешно закрепился в стартовом составе дортмундцев. Первый матч в чемпионате Марио провел в первом туре в матче против «Байера», выйдя в стартовом составе. Тот матч «Боруссия» уступила на своем поле — 0:2. В следующем туре против «Штутгарта» Гётце забил первый гол в сезоне, отличившись на 37 минуте матча. «Черно-желтые» праздновали первую победу в сезоне — 3:1. 19 сентября, в рурском дерби против «Шальке», Гётце отдал первый голевой пас в сезоне, ассистировав Синдзи Кагаве. Матч завершился победой «Боруссии» со счетом 3:1. В начале октября молодой полузащитник продлил свой контракт с «Боруссией» до 2014 года. 31 октября в 10-м туре против неожиданного лидера чемпионата — «Майнца» Марио забил гол и отдал голевую передачу на Лукаса Барриоса (2:0). Благодаря этой победе «черно-желтые» обошли «карнавальников» в турнирной таблице и вышли в лидеры Бундеслиги. 27 ноября Гётце дважды ассистировал партнерам в игре против «Боруссии» из Мёнхенгладбаха. Встреча завершилась победой подопечных Юргена Клоппа со счетом 4:1. К первому кругу «Боруссия» уверенно лидировала в чемпионате. 14 января Марио забил свой первый гол в календарном году в ворота одного из конкурентов в борьбе за золото — «Байера». В том матче «черно-желтые» на «Бай-Арене» переиграли «фармацевтов» — 3:1 и упрочили лидерство в турнирной таблице. 26 февраля «дортмундцы» на «Альянц Арене» играли один из главных матчей чемпионата с «Баварией». Гётце отдал две голевые передачи на Нури Шахина и Матса Хуммельса, а «Боруссия» выиграла со счетом 3:1 и фактически убила интригу в борьбе за серебряную салатницу. После матча с «Баварией» «черно-желтые» не сбавляли обороты и довели дело до чемпионства. Марио был один из главных игроков в составе команды. Он сыграл в 33-х матчах чемпионата (29 в основе), провел на поле 2545 минут, забил 6 голов и сделал 11 голевых передач.
«Боруссия» начала защиту титула в домашнем матче против «Гамбурга». Марио вышел на поле с первых минут и был заменен на 75 минуте матча. За 75 минут игры Гётце забил гол и сделал голевой пас на Кевина Гросскройца. Матч завершился победой хозяев — 3:1. В третьем туре против «Нюрнберга» Марио дважды ассистировал партнерам по команде. «Черно-желтые» добились второй победы в чемпионате со счетом 2:0. 1 октября Марио помог «Боруссии» разгромить «Аугсбург» со счетом 4:0, забив гол и сделав голевую передачу. В октябре Марио заинтересовался мадридский «Реал». На эти слухи Гётце заявил — «Я очень доволен там, где нахожусь сейчас, но никогда не знаешь, что с тобой произойдёт в будущем. Нури Шахин тоже прошёл через молодёжную систему клуба, а где он сейчас? Он играет на Сантьяго Бернабеу. Игра с Озилом и Хедирой за сборную — мечта для меня, ведь они игроки „Реала“. Играть с ними — нечто особенное».
В свою очередь президент «Боруссии» Ханс-Йоахим Ватцке заявил, что Гётце не продаётся.
5 ноября Гётце забил два гола в ворота «Вольфсбурга», а «черно-желтые» «убили» своего соперника — 5:1. В следующем туре «Боруссия» в гостях встречалась с главным конкурентом за серебряную салатницу — «Баварией». Марио забил гол на 65 минуте игры, что помогло «дортмундцам» минимально обыграть соперника. После игры 19-летний полузащитник отметил — «Мы заслужили эту победу. Не позволили сопернику развернуться, а сами создали несколько голевых моментов. Можно сказать, что „Боруссия“ показала достойную игру. Но следует отметить, что у „Баварии“ также были шансы для взятия наших ворот. „Боруссии“ немного повезло».

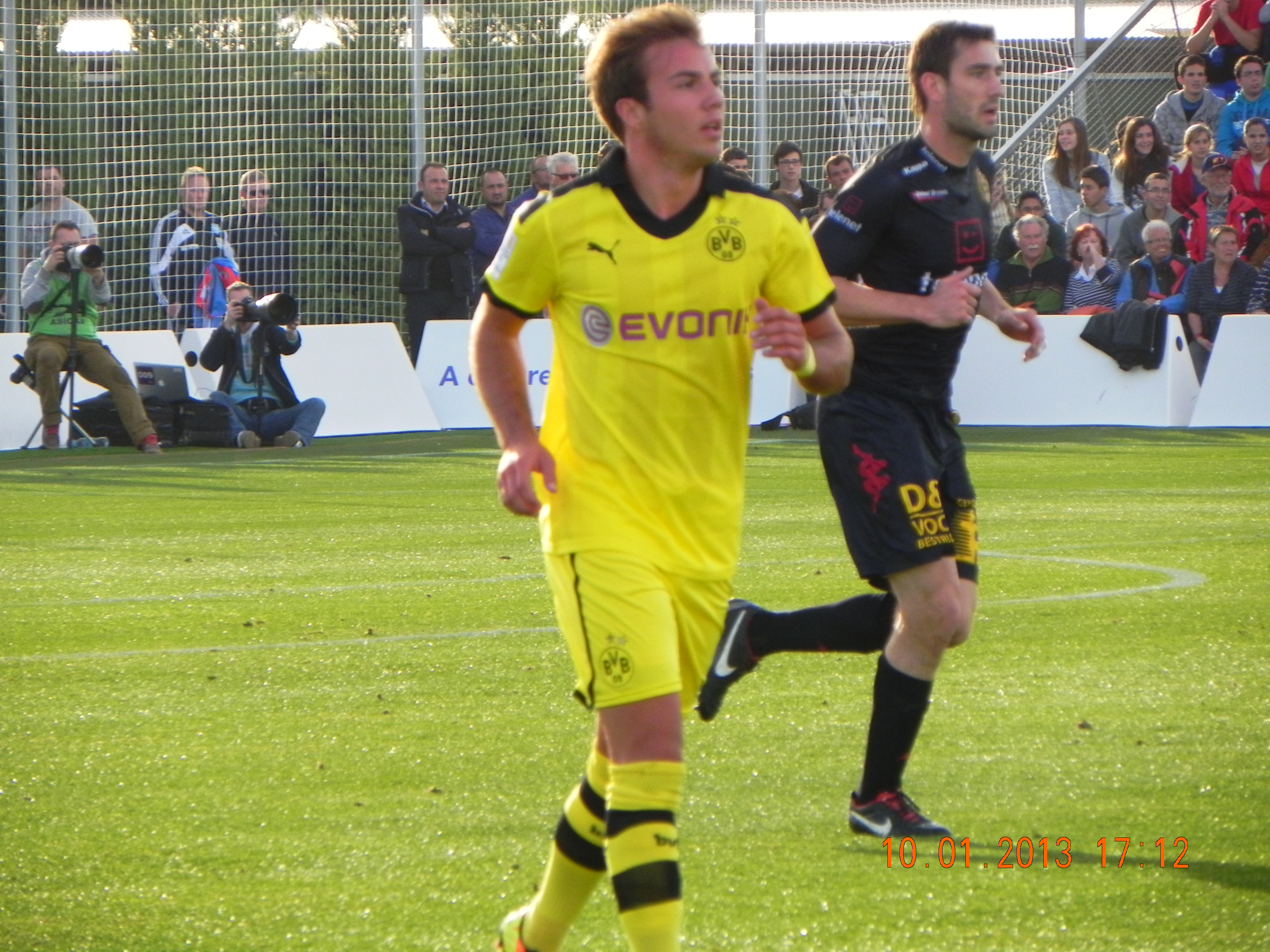
Гётце в составе Боруссии

В декабре Марио стал обладателем приза «Golden Boy», который вручается лучшему молодому игроку Европы. В январе Гётце получил травму паха из-за чего выбыл из строя на два месяца. В марте Гётце продлил контракт с «Боруссией» до лета 2016 года. По новому контракту Марио стал получать €4,6 млн в год. 21 апреля Марио впервые после травмы появился на поле в матче против «Боруссии» из Мёнхенгладбаха, выйдя на замену на 73 минуте матча. 28 апреля Гётце забил гол в ворота аутсайдера — «Кайзерслаутерна», а «Боруссия» победила со счетом 5:2. В чемпионате «дортмунцы» сумели защитить свой титул, набрав 81 очко, что на 8 больше, чем у «Баварии». Из-за травмы Марио сыграл лишь в 17 матчах чемпионата (14 в основе), провел на поле 1184 минуты, забил 6 мячей и отдал 5 голевых передач.
В Лиге чемпионов Гётце сыграл во всех шести матчах группового этапа. В этих матчах Марио отдал две голевые передачи. «Боруссия» покинула турнир, заняв последнее место в группе F. В кубке Германии «Боруссия» дошла до финала, где переиграла «Баварию» с разгромным счетом 5:2. Марио не сыграл ни одного матча из-за травмы, а в финале остался в запасе, так и не выйдя на поле.
Сезон 2012/13 для «Боруссии» начался с проигранного матча за суперкубок страны. «Дортмундцы» на Альянц Арене уступили «Баварии» со счетом 1:2. Гётце вышел на поле в середине второго тайма на 64 минуте матча, заменив Мориса Ляйтнера.
В матче-открытия чемпионата Марио вышел на 78 минуте, и уже спустя три минуты после появления забил победный гол в ворота «Вердера». «Боруссия» выиграла — 2:1. 25 сентября Гётце забил второй гол в сезоне, отличившись в гостевом матче против «Айнтрахта» на 54 минуте. Матч завершился со счетом 3:3. 10 ноября Марио отдал первый голевой пас в Бундеслиге, ассистировав Роберту Левандовски. Матч окончился победой «черно-желтых» со счетом 3:1. В следующем туре, 17 ноября, Марио забил гол и отдал голевую передачи в игре против «Гройтер Фюрта», а «дортмундцы» на Сигнал Идуна Парк переиграли соперника со счетом 3:1. 1 декабря Гётце забил единственный гол за «черно-желтых», в главном матче первого круга, в ворота мюнхенской «Баварии». Однако это не принесло победу «Боруссии». Матч окончился со счетом 1:1. 19 января Марио забил первый гол в календарном году, поразив на 19 минуте матча ворота бременского «Вердера». «Боруссия» разгромила в гостях соперника — 5:0. 16 февраля Гётце дважды ассистировал Марко Ройсу в матче против «Айнтрахта». «Боруссия» уверенно выиграла матч со счетом 3:0. В следующем туре, 24 февраля, против одноклубников из Мёнхенгладбаха Марио открыл счет в матче, реализовав пенальти, однако «мёнхенгладбахцы» сумели сравнять счет. Матч завершился вничью — 1:1. 6 апреля, в матче 28-го тура против «Аугсбурга», Гётце отдал две голевые передачи, а встреча завершилась победой «дортмундцев» со счетом 4:2. 13 апреля Марио, сыграв один тайм против «Гройтер Фюрта», сделал дубль и отличился голевым пасом. В чемпионате Германии «Боруссия» не сумела отстоять титул чемпиона, пропустив вперед «Баварию». В Бундеслиге Гётце сыграл в 28 играх (2028 минут), в которых забил 10 голов и отдал 9 голевых передач.
Основную ставку на сезон «Боруссия» сделала на Лигу чемпионов. Попав в «группу смерти», где были такие команды, как мадридский «Реал», английский «Манчестер Сити» и амстердамский «Аякс», «дортмундцы» вышли с первого места в группе, набрав 14 очков. В групповом этапе Гётце сыграл в первых пяти матчах, где забил один гол и отдал одну результативную передачу. В первом раунде плей-офф «Боруссия» попала на донецкий «Шахтер», занявшего в группе Е второе место. В первом матче в Донецке на стадионе «Донбасс-Арена» была зафиксирована результативная ничья — 2:2 (Гетце ассистировал Роберту Левандовски на 41 минуте матча). Во втором матч в Германии «черно-желтые» уверенно выиграли со счетом 3:0, а Марио забил гол и сделал голевую передачу.

### «Бавария»
23 апреля 2013 года Гётце подписал долгосрочный контракт с мюнхенской «Баварией». За трансфер игрока сборной Германии «мюнхенцы» раскошелились на 37 миллионов евро, этот переход побил трансферный рекорд для немецких футболистов, принадлежавший его новому одноклубнику Марио Гомесу, за которого «Штутгарт» в 2009 году получил 30 миллионов евро. Зарплата Гётце в мюнхенском клубе составила около 7 млн евро в год, сумма отступных, прописанная в контракте Марио стала рекордной для Бундеслиги — 90 миллионов евро. 2 июля 2013 года Гётце был представлен в качестве игрока мюнхенского клуба. В новом клубе Марио взял себе футболку с 19-м номером. После представления Гётце заявил официальному сайту «Баварии»: «Я принял предложение „Баварии“ без раздумий. Этот переход — шаг вперед в моей карьере». Поскольку исторически болельщики «Баварии» и «Боруссии» конфликтуют друг с другом, то переход Гетце часть фанатов дортмундской команды восприняли как предательство. Болельщики всячески оскорбляли игрока в его последних матчах за «Боруссию». Дошло даже до того, что немецкая рэп-группа Kopfnussmusik выпустила песню «Hast du jetzt was du willst?», в тексте которой Гетце назван, в частности, Иудой и крысой. Агент футболиста Фолькер Штрут заявил, что музыканты перешли черту допустимого, поэтому футболист принял решение привлечь их к ответственности за оскорбления. Полузащитник требует, чтобы песня была изъята из публичного прослушивания, а также денежную компенсацию и оплату судебных издержек. В общей сложности Гетце может получить около 70 тысяч евро.

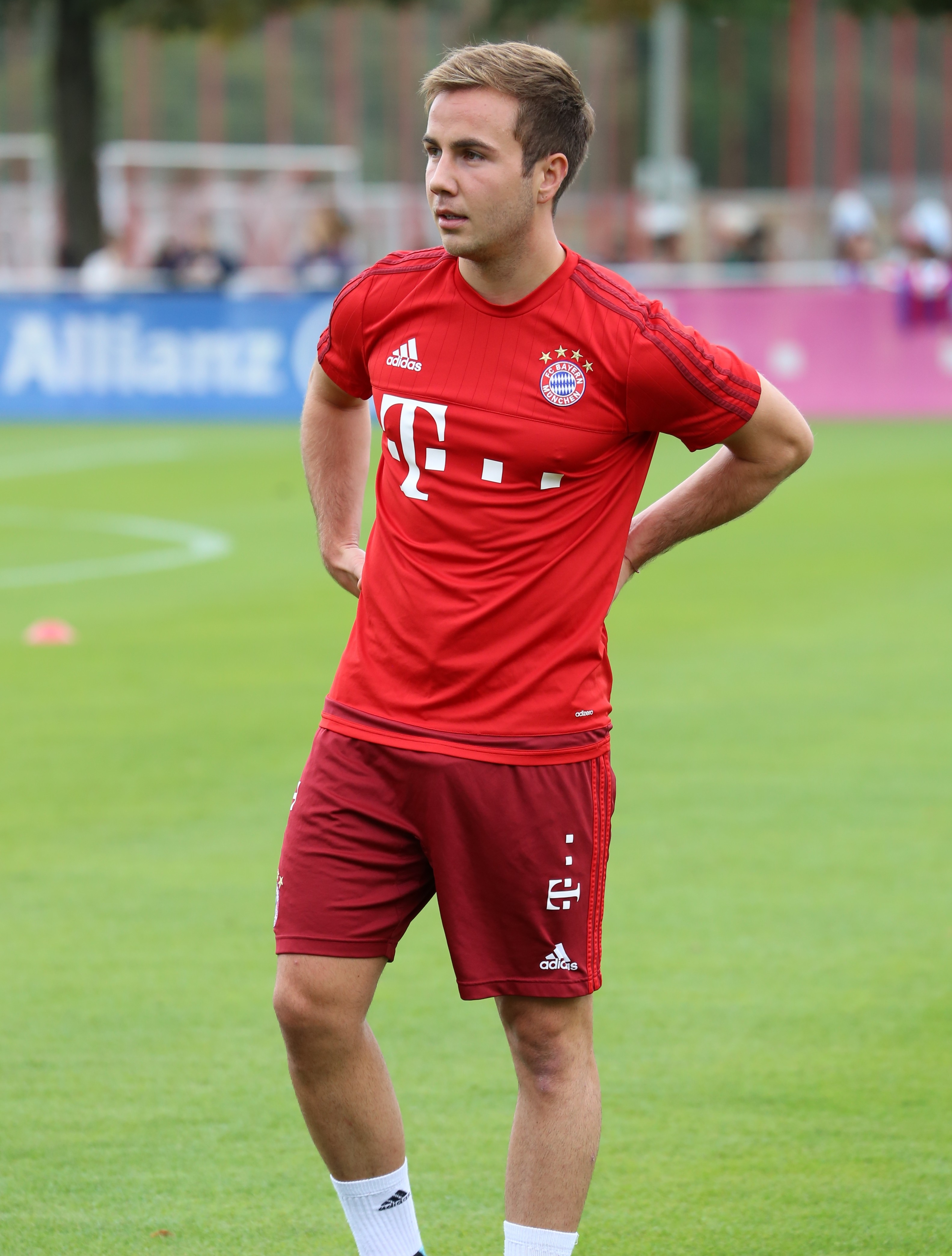
Гётце на тренировке «Баварии», 17 сентября 2015 года

11 августа 2013 года Гётце дебютировал в составе «Баварии», выйдя на замену на 60 минуте в товарищеском матче с венгерским «Дьёром» (4:1). Марио сделал дубль, отличившись на 63 и 90 минутах матча. 24 августа, Гётце провёл свой первый матч в Бундеслиге в составе «красных», в игре против «Нюрнберга» (2:0). Первым трофеем как для Марио так и для клуба стал Суперкубок УЕФА, «Бавария» выиграла у «Челси» в серии пенальти со счетом 5:4, в той игре Марио на 71 минуте вышел на замену вместо Томаса Мюллера. Вскоре после матча у Гетце диагностировали травму голеностопа, из-за которой он пропустил четыре недели. Первый гол за «Баварию» в Лиге чемпионов Марио забил в матче против чешской «Виктории», в итоге «Бавария» одержала крупную победу 5:0, кроме гола Гётце отличился также голевой передачей. Первый гол в чемпионате Германии Гётце забил «Герте» (3:2), 26 октября 2013 года. 2 ноября Гетце вернулся в стартовый состав «красных», в игре против «Хоффенхайма» (2:1). 23 ноября Марио снова сыграл на Сигнал Идуна Парк, выйдя на замену по ходу встречи. На 67-й минуте Мюллер прошёл справа почти до лицевой и скинул мяч к линии штрафной, оттуда Гётце хитрющим ударом «шведкой» в самый угол обвёл вокруг пальца Вайденфеллера забив победный гол, тем самым помог «Баварии» разгромить «Боруссию» со счетом 3:0. В следующем матче, на групповом этапе Лиги чемпионов 2013/2014, против ЦСКА (3:1), забил гол на 56 минуте. 7 декабря поучаствовал в разгроме бременского «Вердера» со счетом 7:0 отличившись на последней минуте матча. 18 декабря, «Бавария» обыграла победителя Лига чемпионов АФК 2013 «Гуанчжоу Эвергранд» (3:0) и вышла в финал клубного чемпионата мира, в этом матче Марио отметился голом на 47 минуте. 21 декабря, Гётце стал победителем Клубного чемпионата мира 2013, в финальном матче был обыгран марокканский футбольный клуб «Раджа» (2:0). 25 января 2014 года, в 18 туре чемпионата против «Боруссии» из Мёнхенгладбаха, Марио появился на позиции «ложной девятки», в этой встрече Гётце отметился голом на 7 минуте. В интервью, спустя пару дней после матча, Марио сказал: «Я чувствую себя в „Баварии“ очень счастливым человеком. Что же касается моей позиции на поле, то готов играть там, где видит меня Гвардиола». 25 марта, Марио отличился во встрече с «Гертой», позволив «красным» за семь туров до финиша стать чемпионом Германии, став самым ранним чемпионом бундеслиги. 30 апреля, в полуфинале Лига чемпионов «Бавария» была разгромлена на своем поле мадридским «Реалом» со счетом 4:0, прекратив выступление на турнире. Всего в Лига чемпионов Марио провёл 11 матчей к которых забил три мяча. 3 мая, оформил дубль в ворота Гамбурга (4:1). 17 мая, провел все 120 минут финала Кубка Германии против бывшего клуба — «Боруссии Дортмунд». «Мюнхенцы» добилось победы в дополнительное время со счетом 2:0, сделав в этом сезоне «золотой дубль». Дебютный сезон стал для Гётце чередой успехов и разочарований, забив при этом 15 раз и отдав 14 голевых передач, во всех соревнованиях.
После Чемпионата Мира 2014, который выиграла сборная Германии, Марио окончательно пробился в основной состав Баварии. 13 августа 2014 года, в пером матче сезона, за Суперкубок Германии «Бавария» уступила со счетом 2:0 дортмундской «Боруссии». Свой первый гол в сезоне Марио забил в матче Кубка Германии 2014/2015 против «Пройссена» (4:1). 22 августа Гётце отыграл 62 минуты в первом матче Бундеслиги 2014/2015 против «Вольфсбурга» (2:1). Первый гол в Бундеслиги Марио забил в матче против «Штутгарта», который закончился со счетом 2:0 в пользу «красных». 23 сентября Гётце оформил «дубль» в ворота, новичков чемпионата, команды Падерборн 07 (4:0), сыграв на поле все 90 минут. 18 октября Гётце, поучаствовал в разгроме «Вердера» со счетом 6:0, отметившись «дублем». 21 октября Гётце забил первый гол в Лиге чемпионов 2014/2015, отличившись 23-й минуте, Марио помог разгромить итальянскую «Рому» со счетом 7:1. 28 октября Гётце вошел в список 23-х футболистов претендующих на Золотой мяч ФИФА 2014. 22 ноября Марио забил красивый гол с дальней дистанции в ворота Хоффенхайма (4:0), впоследствии получившим званием «гол недели». 14 февраля 2015 года, Гётце вновь оформил «дубль» который помог разгромить «Гамбург» со счетом 8:0. 12 марта «Бавария» разгромила «Шахтёр» со счётом 7:0 в ответном матче 1/8 финала Лиги чемпионов, Гётце забил последний мяч «красных» на 87 минуте. 26 апреля мюнхенская «Бавария» в 25-й раз стала чемпионом Германии. 28 апреля в полуфинальном матче Кубка Германии против дортмундской «Боруссии», Марио был одним из четырёх игроков «Баварии» которые промахнулись в серии пенальти, что позволило «шмелям» выйти в финал. 6 мая Бавария со счетом 3:0 проиграла первый полуфинальный матч Лиги чемпионов против каталонской «Барселоны», Гётце провел на поле 11 минут и ничем не отметился. После чего почётный президент мюнхенской «Баварии» Франц Беккенбауэр подверг резкой критике Марио: «Иногда Гётце мне кажется юниором, который, проиграв борьбу, остаётся стоять на месте». В этоже время немецкие СМИ часто напоминали, что Гётце не пользуется доверием главного тренера команды Хосепа Гвардиолы. Всего за сезон Гётце провел 48 матчей во всех турнирах отметившись 15 мячами.

### Возвращение в «Боруссию»
В июле 2016 года Гётце покинул «Баварию» вследствие своих туманных перспектив на новый сезон и вернулся в дортмундскую «Боруссию», подписав с ней контракт до 30 июня 2020 года. Первый матч за «Боруссию» после возвращения Марио провёл во 2-м туре Бундеслиги против «РБ Лейпциг». В том матче он вышел в стартовом составе и провёл на поле 71 минуту.
Летом 2020 года покинул команду в статусе свободного агента. Как признался тренер команды Люсьен Фавр, схема «Боруссии» не подходит для хавбека.

### ПСВ
6 октября 2020 года подписал двухлетний контракт с нидерландским клубом ПСВ из Эйндховена.

### «Айнтрахт»
21 июня 2022 года подписал трёхлетний контракт с франкфуртским «Айнтрахтом».

## Карьера в сборной

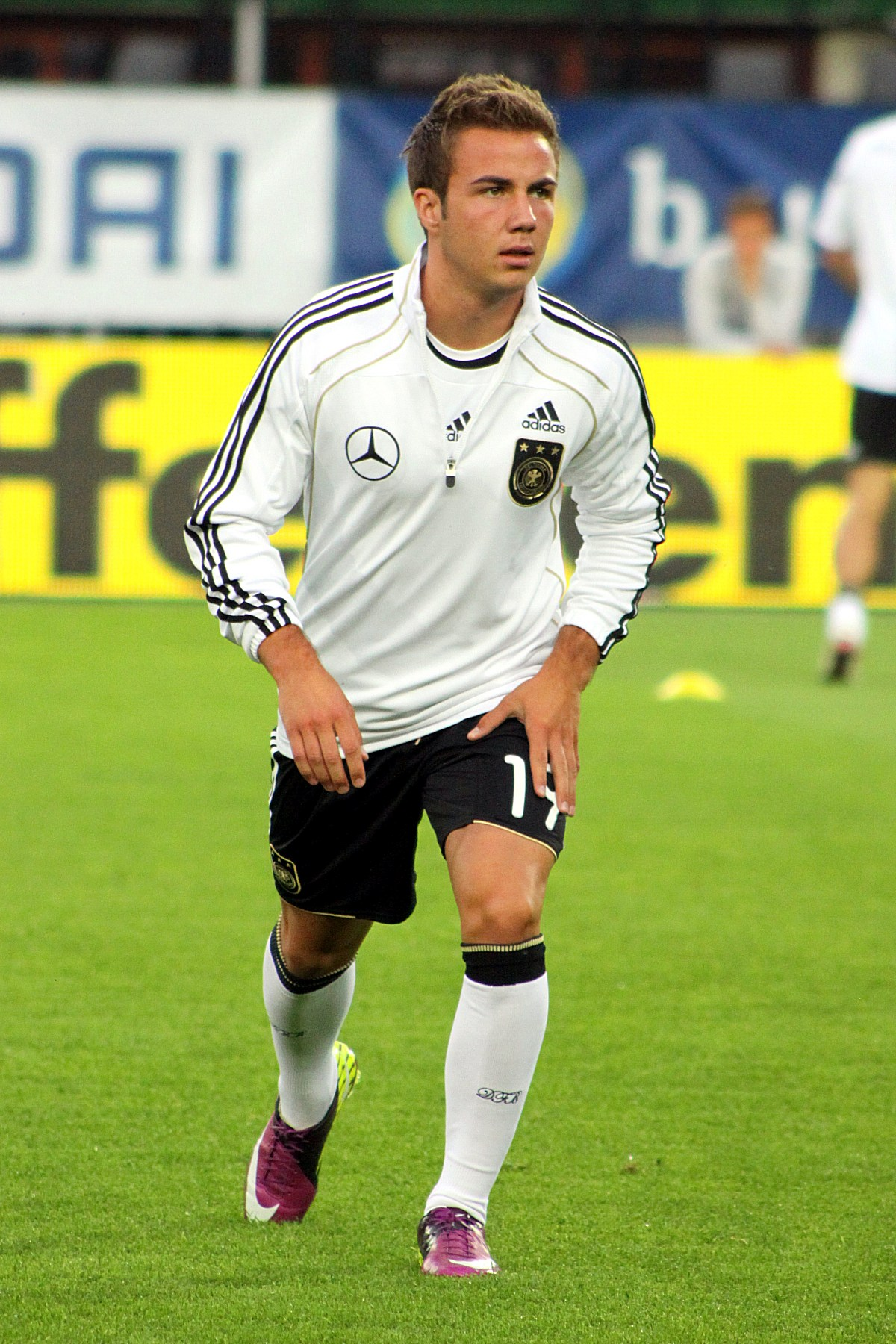
Гётце на тренировке сборной Германии

Марио был одним из ключевых игроков юношеской команды U-17. Игра этой сборной Германии была сильно заточена под Гётце. Команда играла фактически без фланговых полузащитников, и под Гётце располагалось сразу три мобильных центральных хавбека, два из которых умело переходили из обороны в атаку. Таким образом, можно было держать на поле сразу двух форвардов. Недаром Гётце вызывал поразительную схожесть по манере игры с Диего. Большую долю в формировании этого мнения имела именно схема игры команды — типично вердеровская. В 13-ти матчах за команду Марио сумел отметиться пятью голами и семью результативными передачами.
За главную сборную Германии Гётце дебютировал 17 ноября 2010 года, в товарищеском матче против Швеции, заменив на 78-й минуте своего партнера по клубу Кевина Гроскройца. После дебютной встречи Марио заявил: «Несмотря на то, что я провел на поле 12 минут, выступление за национальную команду является для меня неоценимым опытом. Недостатка в учащенном сердцебиении у меня не было, но я очень рад, что принял участие в этой игре». Первый гол за свою сборную немец забил 10 августа 2011 года в товарищеском матче со сборной Бразилии, в которой сборная Германии со счетом 3:2 одержала победу, тем самым, Марио переписал историю, став самым молодым игроком когда либо забивавшим за «Бундестим», в день взятия бразильских ворот (10 августа) Марио Гётце было 19 лет и 68 дней.
Марио был включен в список 23-х футболистов, которые отправились на Евро-2012 в Польшу и Украину. В первых трех матчах группового этапа немцы одержали три победы, и с первого места вышли в 1/4 финала. Свой единственный матч на Евро Гётце провел в четвертьфинальном матче против команды Греции, выйдя на 80 минуте матча. Германия выиграла со счётом 4:2, и прошла в полуфинал, где уступила итальянцам со счетом 1:2. По итогам турнира Марио вместе с партнерами по команде удостоился бронзовых медалей чемпионата Европы.

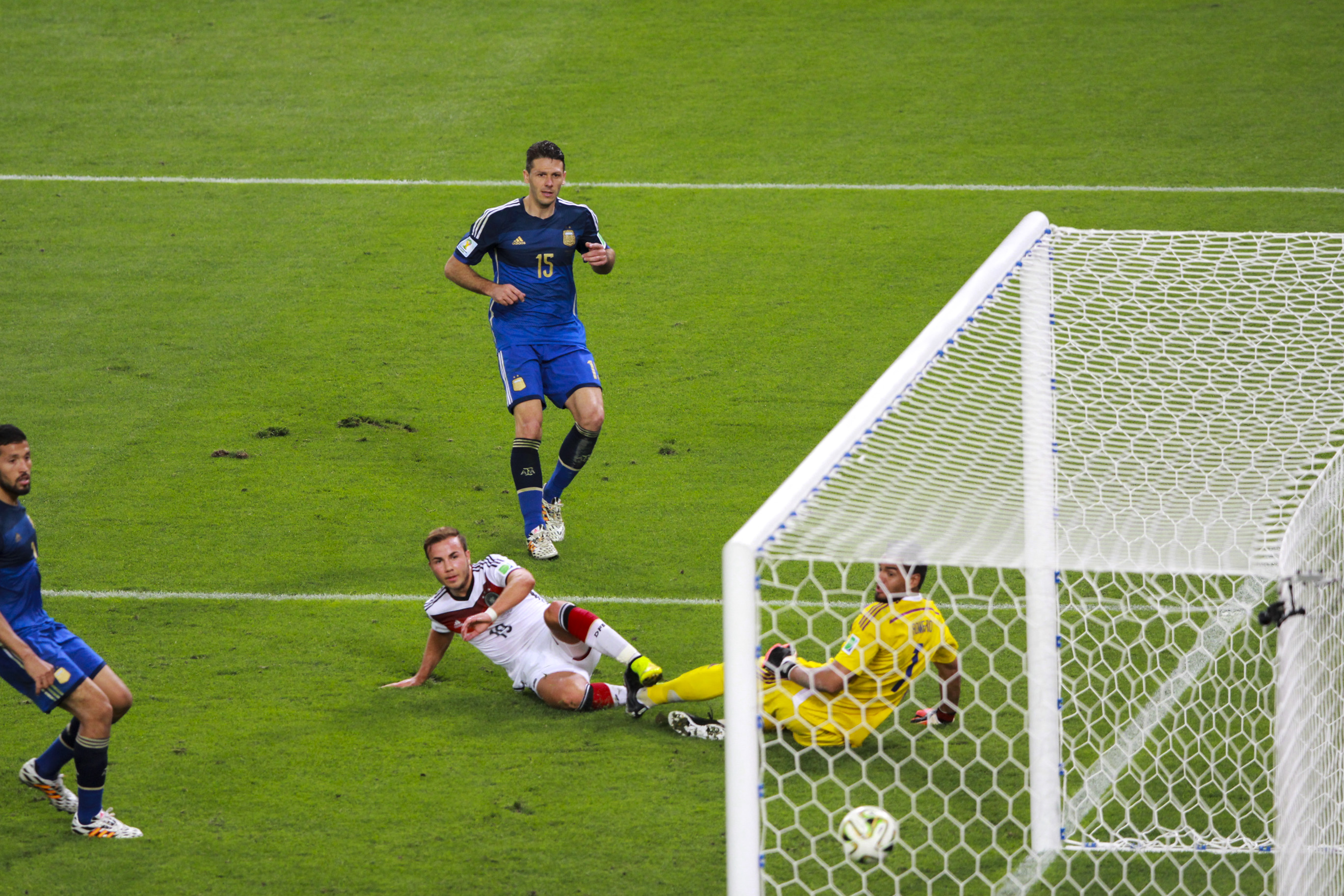
Гётце забил победный и единственный гол в финале чемпионата мира 2014 против Сборной Аргентины

 Гётце был включен в заявку сборной Германии на чемпионат мира 2014 в Бразилии. Первый матч Гётце на турнире был против сборной Португалии. Гётце не отметился голом, но сборная Германии выиграла со счётом 4:0 и набрала три очка. Второй матч Германия играла против сборной Ганы. Гётце забил свой первый гол на этом турнире, а также стал игроком матча, но не смог помочь команде выиграть. Через три минуты, после гола Марио, соперники забили ответный мяч, а чуть позднее заколотили и второй. И лишь заменивший Гётце на 69 минуте Мирослав Клозе, спустя две минуты смог сравнять счёт. Матч окончился со счётом 2:2. Третий матч в групповом этапе Германия играла против сборной США, Гётце вышел на 76 минуте вместо Бастиана Швайнштайгера. Команда Гётце выиграла с минимальным счётом 1:0. После этого матча Германия без проблем вышла в Плей-офф с первого места в группе. В 1/8 финала Германия играла против сборной Алжира, Гётце сыграл 46 минут. Сборная Германии выиграла со счётом 2:1, вырвав победу в овертайме. Первый гол забил заменивший Гётце Андре Шюррле, победный гол на счету Месута Озила. В 1/4 финала Германия играла против принципиального соперника — Сборной Франции. Гётце вышел на 83 минуте, заменив Месута Озила. Гётце не забил, но немцы открыли счет в самом начале матча на 13 минуте, голом отметился Матс Хуммельс. Этот гол оказался единственным в этой игре, немцы выиграли с минимальным счётом 1:0. В полуфинале немцы играли против хозяев турнира — Сборной Бразилии. Счет матча стал рекордным по числу голов в полуфинальных встречах чемпионатов мира. Германия разгромила Бразилию со счётом 7:1. Гётце в этом матче не участвовал. После победы в полуфинале, Германия в 8-й раз вышла в финал чемпионата мира — это рекорд чемпионатов мира. В финальном матче Гётце почти все основное время просидел на скамейке запасных, однако на 88 минуте матча он вышел на поле, заменив Мирослава Клозе. И именно его гол, забитый во второй половине дополнительного времени финального матча против Аргентины, помог немцам выиграть четвёртый в их истории Кубок мира. Гётце был признан лучшим игроком матча, а сам он стал самым молодым автором гола в финалах Чемпионатов мира со времен ЧМ-1966.
Марио принял участие в 9 матчах отборочного турнира Чемпионат Европы по футболу 2016, в которых забил 3 мяча. В финальной части ЧЕ-2016, появлялся в стартовом составе, во всех матчах группового этапа.
Гётце не попал в заявку на чемпионат мира 2018, из-за невыразительной игры.
Получил вызов в сборную на чемпионат мира 2022 впервые за 5 лет. Сыграл 2 матча, выходив на замену. Результативными действиями не отметился.

### Матчи и голы Гётце за сборную Германии
| Матчи и голы Марио Гётце за сборную Германии | Матчи и голы Марио Гётце за сборную Германии | Матчи и голы Марио Гётце за сборную Германии | Матчи и голы Марио Гётце за сборную Германии | Матчи и голы Марио Гётце за сборную Германии | Матчи и голы Марио Гётце за сборную Германии | Матчи и голы Марио Гётце за сборную Германии |
| -------------------------------------------- | -------------------------------------------- | -------------------------------------------- | -------------------------------------------- | -------------------------------------------- | -------------------------------------------- | -------------------------------------------- |
| №                                            | Дата                                         | Место проведения                             | Соперник                                     | Счёт                                         | Голы Гётце                                   | Соревнование                                 |
| 1                                            | 17 ноября 2010                               | Гётеборг                                     | Швеция                                       | 0:0                                          | -                                            | Товарищеский матч                            |
| 2                                            | 9 февраля 2011                               | Дортмунд                                     | Италия                                       | 1:1                                          | -                                            | Товарищеский матч                            |
| 3                                            | 26 март 2011                                 | Кайзерслаутерн                               | Казахстан                                    | 4:0                                          | -                                            | Отборочные матчи ЧЕ-2012                     |
| 4                                            | 29 марта 2011                                | Мёнхенгладбах                                | Австралия                                    | 1:2                                          | -                                            | Товарищеский матч                            |
| 5                                            | 29 мая 2011                                  | Зинсхайм                                     | Уругвай                                      | 2:1                                          | -                                            | Товарищеский матч                            |
| 6                                            | 7 июня 2011                                  | Баку                                         | Азербайджан                                  | 3:1                                          | -                                            | Отборочные матчи ЧЕ-2012                     |
| 7                                            | 10 августа 2011                              | Штутгарт                                     | Бразилия                                     | 3:2                                          | 1                                            | Товарищеский матч                            |
| 8                                            | 2 сентября 2011                              | Гельзенкирхен                                | Австрия                                      | 6:2                                          | 1                                            | Отборочные матчи ЧЕ-2012                     |
| 9                                            | 6 сентября 2011                              | Гданьск                                      | Польша                                       | 2:2                                          | -                                            | Товарищеский матч                            |
| 10                                           | 7 октября 2011                               | Стамбул                                      | Турция                                       | 3:1                                          | -                                            | Отборочные матчи ЧЕ-2012                     |
| 11                                           | 11 ноября 2011                               | Киев                                         | Украина                                      | 3:3                                          | -                                            | Товарищеский матч                            |
| 12                                           | 15 ноября 2011                               | Гамбург                                      | Нидерланды                                   | 3:0                                          | -                                            | Товарищеский матч                            |
| 13                                           | 26 июня 2012                                 | Базель                                       | Швейцария                                    | 3:5                                          | -                                            | Товарищеский матч                            |
| 14                                           | 31 мая 2012                                  | Лейпциг                                      | Израиль                                      | 2:0                                          | -                                            | Товарищеский матч                            |
| 15                                           | 22 июля 2012                                 | Гданьск                                      | Греция                                       | 4:2                                          | -                                            | Финальные матчи ЧЕ-2012                      |
| 16                                           | 15 августа 2012                              | Франкфурт-на-Майне                           | Аргентина                                    | 1:3                                          | -                                            | Товарищеский матч                            |
| 17                                           | 7 сентября 2012                              | Ганновер                                     | Фарерские острова                            | 3:0                                          | 1                                            | Отборочные матчи ЧМ-2014                     |
| 18                                           | 11 сентября 2012                             | Вена                                         | Австрия                                      | 2:1                                          | -                                            | Отборочные матчи ЧМ-2014                     |
| 19                                           | 16 октября 2012                              | Берлин                                       | Швеция                                       | 4:4                                          | 1                                            | Отборочные матчи ЧМ-2014                     |
| 20                                           | 14 ноября 2012                               | Амстердам                                    | Нидерланды                                   | 0:0                                          | -                                            | Товарищеский матч                            |
| 21                                           | 22 марта 2013                                | Астана                                       | Казахстан                                    | 3:0                                          | 1                                            | Отборочные матчи ЧМ-2014                     |
| 22                                           | 26 марта 2013                                | Нюрнберг                                     | Казахстан                                    | 4:1                                          | 1                                            | Отборочные матчи ЧМ-2014                     |
| 23                                           | 11 ноября 2013                               | Кёльн                                        | Ирландия                                     | 3:0                                          | -                                            | Отборочные матчи ЧМ-2014                     |
| 24                                           | 15 октября 2013                              | Стокгольм                                    | Швеция                                       | 5:3                                          | 1                                            | Отборочные матчи ЧМ-2014                     |
| 25                                           | 15 ноября 2013                               | Милан                                        | Италия                                       | 1:1                                          | -                                            | Товарищеский матч                            |
| 26                                           | 19 ноября 2013                               | Лондон                                       | Англия                                       | 1:0                                          | -                                            | Товарищеский матч                            |
| 27                                           | 5 марта 2014                                 | Штутгарт                                     | Чили                                         | 1:0                                          | 1                                            | Товарищеский матч                            |
| 28                                           | 1 июня 2014                                  | Мёнхенгладбах                                | Камерун                                      | 2:2                                          | -                                            | Товарищеский матч                            |
| 29                                           | 6 июня 2014                                  | Майнц                                        | Армения                                      | 6:1                                          | 2                                            | Товарищеский матч                            |
| 30                                           | 16 июня 2014                                 | Салвадор                                     | Португалия                                   | 4:0                                          | -                                            | Финальные матчи ЧМ-2014                      |
| 31                                           | 21 июня 2014                                 | Форталеза                                    | Гана                                         | 2:2                                          | 1                                            | Финальные матчи ЧМ-2014                      |
| 32                                           | 26 июня 2014                                 | Ресифи                                       | США                                          | 1:0                                          | -                                            | Финальные матчи ЧМ-2014                      |
| 33                                           | 30 июня 2014                                 | Порту-Алегри                                 | Алжир                                        | 0:0                                          | -                                            | Финальные матчи ЧМ-2014                      |
| 34                                           | 4 июля 2014                                  | Рио-де-Жанейро                               | Франция                                      | 1:0                                          | -                                            | Финальные матчи ЧМ-2014                      |
| 35                                           | 13 июля 2014                                 | Рио-де-Жанейро                               | Аргентина                                    | 1:0                                          | 1                                            | Финальные матчи ЧМ-2014                      |
| 36                                           | 3 сентября 2014                              | Дюссельдорф                                  | Аргентина                                    | 2:4                                          | 1                                            | Товарищеский матч                            |
| 37                                           | 7 сентября 2014                              | Дортмунд                                     | Шотландия                                    | 2:1                                          | -                                            | Отборочные матчи ЧЕ-2016                     |
| 38                                           | 11 октября 2014                              | Варшава                                      | Польша                                       | 0:2                                          | -                                            | Отборочные матчи ЧЕ-2016                     |
| 39                                           | 14 октября 2014                              | Гельзенкирхен                                | Ирландия                                     | 1:1                                          | -                                            | Отборочные матчи ЧЕ-2016                     |
| 40                                           | 14 ноября 2014                               | Нюрнберг                                     | Гибралтар                                    | 4:0                                          | 1                                            | Отборочные матчи ЧЕ-2016                     |
| 41                                           | 18 ноября 2014                               | Виго                                         | Испания                                      | 1:0                                          | -                                            | Товарищеский матч                            |
| 42                                           | 25 марта 2015                                | Кайзерслаутерн                               | Австралия                                    | 2:2                                          | -                                            | Товарищеский матч                            |
| 43                                           | 29 марта 2015                                | Тбилиси                                      | Грузия                                       | 2:0                                          | -                                            | Отборочные матчи ЧЕ-2016                     |
| 44                                           | 10 июня 2015                                 | Кёльн                                        | США                                          | 1:2                                          | -                                            | Товарищеский матч                            |
| 45                                           | 13 июня 2015                                 | Фару                                         | Гибралтар                                    | 7:0                                          | -                                            | Отборочные матчи ЧЕ-2016                     |
| 46                                           | 4 сентября 2015                              | Франкфурт-на-Майне                           | Польша                                       | 3:1                                          | 2                                            | Отборочные матчи ЧЕ-2016                     |
| 47                                           | 7 сентября 2015                              | Глазго                                       | Шотландия                                    | 3:2                                          | -                                            | Отборочные матчи ЧЕ-2016                     |
| 48                                           | 8 октября 2015                               | Дублин                                       | Ирландия                                     | 0:1                                          | -                                            | Отборочные матчи ЧЕ-2016                     |
| 49                                           | 26 марта 2016                                | Берлин                                       | Англия                                       | 2:3                                          | -                                            | Товарищеский матч                            |
| 50                                           | 29 марта 2016                                | Мюнхен                                       | Италия                                       | 4:1                                          | 1                                            | Товарищеский матч                            |
| 51                                           | 29 мая 2016                                  | Аугсбург                                     | Словакия                                     | 1:3                                          | -                                            | Товарищеский матч                            |
| 52                                           | 4 июня 2016                                  | Гельзенкирхен                                | Венгрия                                      | 2:0                                          | -                                            | Товарищеский матч                            |
| 53                                           | 12 июня 2016                                 | Лилль                                        | Украина                                      | 2:0                                          | -                                            | Финальные матчи ЧЕ-2016                      |
| 54                                           | 12 июня 2016                                 | Сен-Дени                                     | Польша                                       | 0:0                                          | -                                            | Финальные матчи ЧЕ-2016                      |
| 55                                           | 12 июня 2016                                 | Париж                                        | Северная Ирландия                            | 1:0                                          | -                                            | Финальные матчи ЧЕ-2016                      |
| 56                                           | 7 июля 2016                                  | Марсель                                      | Франция                                      | 0:2                                          | -                                            | Финальные матчи ЧЕ-2016                      |
| 57                                           | 31 августа 2016                              | Дортмунд                                     | Финляндия                                    | 2:0                                          | -                                            | Товарищеский матч                            |
| 58                                           | 4 сентября 2016                              | Осло                                         | Норвегия                                     | 3:0                                          | -                                            | Отборочные матчи ЧМ-2018                     |
| 59                                           | 8 октября 2016                               | Гамбург                                      | Чехия                                        | 3:0                                          | -                                            | Отборочные матчи ЧМ-2018                     |
| 60                                           | 11 октября 2016                              | Ганновер                                     | Северная Ирландия                            | 2:0                                          | -                                            | Отборочные матчи ЧМ-2018                     |
| 61                                           | 11 ноября 2016                               | Серравалле                                   | Сан-Марино                                   | 8:0                                          | -                                            | Отборочные матчи ЧМ-2018                     |
| 62                                           | 15 ноября 2016                               | Милан                                        | Италия                                       | 0:0                                          | -                                            | Товарищеский матч                            |
| 63                                           | 14 ноября 2017                               | Кёльн                                        | Франция                                      | 2:2                                          | -                                            | Товарищеский матч                            |
| 64                                           | 23 ноября 2022                               | Доха                                         | Япония                                       | 1:2                                          | -                                            | Финальные матчи ЧМ-2022                      |
| 65                                           | 1 декабря 2022                               | Эль-Хаур                                     | Коста-Рика                                   | 4:2                                          | -                                            | Финальные матчи ЧМ-2022                      |
| 66                                           | 25 марта 2023                                | Майнц                                        | Перу                                         | 2:0                                          | -                                            | Товарищеский матч                            |

Итого: 66 матчей / 17 голов; 41 победа, 13 ничьих, 12 поражений

## Характеристика игрока
Гётце – немецкий Месси.
Гётце — типичный десятый номер. Об огромном потенциале Гётце свидетельствует и престижная медаль Фрица Вальтера, вручаемая Футбольным союзом Германии самым талантливым молодым футболистам. К 18 годам игрок черно-желтых был удостоен данной награды дважды. Дабы не останавливаться в росте, молодым футболистам, помимо профессионализма на поле, необходимо демонстрировать и безупречное поведение за его пределами. В этом плане Гётце может служить образцом для подражания. Он, по собственному признанию, равнодушен к сигаретам и алкоголю, что выдает в немце не по годам зрелого спортсмена без признаков звездной болезни.
Легенда немецкого и мирового футбола Франц Беккенбауэр за скорость и стиль игры сравнил Гётце с Лионелем Месси: «Невозможно остановить Марио Гетце. Никто не играет лучше него. Он проходит сквозь противников, как будто они не существуют. …Он — футболист инстинкта, прямо как Месси.». Технический директор немецкого футбольного союза Маттиас Заммер назвал Марио «одним из лучших талантов в истории Германии». Бывший капитан «Баварии» Филипп Лам отметил, что Гётце «обладает невероятными игровыми качествами». Менеджер сборной Германии Оливер Бирхофф заявил, что после чемпионата мира 2014 года, Гётце стал более зрелым и эффективным игроком.
Начиная со второй половины сезона 2014/2015, Марио чаще стал подвергаться критике. Бывший футболист «Баварии» и сборной германии Лотар Маттеус считает что Гётце поспешил с переходом из дортмундской «Боруссии» в стан мюнхенцев. Маттеус полагает, что Гётце не оправдывает связанных с ним надежд этого же придерживается бывший защитник сборной ФРГ Юрген Колер. Франц Беккенбауэр который сравнивал Марио с Месси, назвал Гётце «юниором», отметив, что игрок часто проигрывает оппонентам в атлетической борьбе, после чего остаётся стоять на месте. Франц считает, что в этом Марио должен быть похожим на Луиса Суареса. Оливер Бирхофф заявил, что ему непонятно, почему Марио так критикуют, так как в сборной Гётце отличается невероятным профессионализмом этого же придерживаются главный тренер сборной Германии Йоахим Лёв и Маттиас Заммер. Председатель правления мюнхенской «Баварии» Карл-Хайнц Румменигге подчеркнул, что ответственность за критику в свой адрес несёт сам футболист.

## Личная жизнь
Отец Юрген Гётце — профессор в Дортмундском техническом университете. Его старший брат Фабиан (род. 3 июня 1990 года) — воспитанник «Боруссии Дортмунд», в настоящее время игрок футбольного клуба «Унтерхахинг». Также у Марио есть младший брат Феликс (род. 1 мая 1998 года), который тоже футболист, в данный момент выступающий за «Аугсбург». С 2012 года встречается с немецкой моделью Анн-Катрин Брёммель. В мае 2018 года пара поженилась. 5 июня 2020 года у них родился сын. Гётце является христианином.

## Достижения

### Командные
«Боруссия» (Дортмунд)
- Чемпион Германии (2): 2010/11, 2011/2012
- Обладатель Кубка Германии (2): 2011/2012, 2016/2017
- Обладатель Суперкубка Германии: 2019

«Бавария»
- Чемпион Германии (3): 2013/2014, 2014/2015, 2015/2016
- Обладатель Кубка Германии (2): 2013/2014, 2015/2016
- Обладатель Суперкубка УЕФА: 2013
- Победитель Клубного чемпионата мира: 2013

«ПСВ»
- Обладатель Кубка Нидерландов: 2021/22
- Обладатель Суперкубка Нидерландов: 2021

Сборная Германии
- Чемпион Европы (U-17): 2009
- Бронзовый призёр чемпионата Европы (2): 2012, 2016
- Чемпион мира: 2014

### Личные
- «Золотой мяч» лучшего игрока Чемпионата Европы (до 17 лет): 2009
- Медаль Фрица Вальтера 2009 (Золото) (Категория U-17)
- Медаль Фрица Вальтера 2010 (Золото) (Категория U-18)
- Открытие сезона немецкой Бундеслиги 2010/2011
- Попал в символическую сборную Бундеслиги по версии журнала Kicker (2): 2010/11, 2012/13
- Вошёл в состав символической сборной немецкой Бундеслиги: 2010/11
- Обладатель премии Golden Boy: 2011
- Гол месяца (Германия): июль 2014[источник не указан 358 дней]
- Серебряный лавровый лист: 2014[источник не указан 358 дней]

## Статистика выступлений

### Клубная статистика
| Выступление        | Выступление      | Выступление      | Лига | Лига | Кубок страны | Кубок страны | Еврокубки | Еврокубки | Прочие | Прочие | Итого | Итого |
| Клуб               | Лига             | Сезон            | Игры | Голы | Игры         | Голы         | Игры      | Голы      | Игры   | Голы   | Игры  | Голы  |
| ------------------ | ---------------- | ---------------- | ---- | ---- | ------------ | ------------ | --------- | --------- | ------ | ------ | ----- | ----- |
| Боруссия Дортмунд  | Бундеслига       | 2009/10          | 5    | 0    | 0            | 0            | —         | —         | —      | —      | 5     | 0     |
| Боруссия Дортмунд  | Бундеслига       | 2010/11          | 33   | 6    | 2            | 0            | 6         | 2         | —      | —      | 41    | 8     |
| Боруссия Дортмунд  | Бундеслига       | 2011/12          | 17   | 6    | 2            | 1            | 6         | 0         | 1      | 0      | 26    | 7     |
| Боруссия Дортмунд  | Бундеслига       | 2012/13          | 28   | 10   | 4            | 4            | 11        | 2         | 1      | 0      | 44    | 16    |
| Боруссия Дортмунд  | Итого            | Итого            | 83   | 22   | 8            | 5            | 23        | 4         | 2      | 0      | 116   | 31    |
| Бавария Мюнхен     | Бундеслига       | 2013/14          | 27   | 10   | 4            | 1            | 11        | 3         | 2      | 1      | 44    | 15    |
| Бавария Мюнхен     | Бундеслига       | 2014/15          | 32   | 9    | 4            | 2            | 11        | 4         | 1      | 0      | 48    | 15    |
| Бавария Мюнхен     | Бундеслига       | 2015/16          | 14   | 3    | 2            | 1            | 4         | 2         | 1      | 0      | 21    | 6     |
| Бавария Мюнхен     | Итого            | Итого            | 73   | 22   | 10           | 4            | 26        | 9         | 5      | 1      | 114   | 36    |
| Боруссия Дортмунд  | Бундеслига       | 2016/17          | 11   | 1    | 1            | 0            | 4         | 1         | —      | —      | 16    | 2     |
| Боруссия Дортмунд  | Бундеслига       | 2017/18          | 23   | 2    | 0            | 0            | 9         | 0         | —      | —      | 32    | 2     |
| Боруссия Дортмунд  | Бундеслига       | 2018/19          | 26   | 7    | 2            | 0            | 6         | 0         | —      | —      | 34    | 7     |
| Боруссия Дортмунд  | Бундеслига       | 2019/20          | 15   | 3    | 2            | 0            | 4         | 0         | —      | —      | 21    | 3     |
| Боруссия Дортмунд  | Итого            | Итого            | 75   | 13   | 5            | 0            | 23        | 1         | —      | —      | 103   | 14    |
| ПСВ                | Эредивизи        | 2020/21          | 18   | 5    | 1            | 0            | 6         | 1         | —      | —      | 25    | 6     |
| ПСВ                | Эредивизи        | 2021/22          | 29   | 4    | 5            | 2            | 17        | 5         | 1      | 1      | 52    | 12    |
| ПСВ                | Итого            | Итого            | 47   | 9    | 6            | 2            | 23        | 6         | 1      | 1      | 77    | 18    |
| Айнтрахт Франкфурт | Бундеслига       | 2022/23          | 32   | 3    | 6            | 0            | 7         | 0         | 1      | 0      | 46    | 3     |
| Айнтрахт Франкфурт | Бундеслига       | 2023/24          | 30   | 3    | 2            | 1            | 9         | 0         | 0      | 0      | 41    | 4     |
| Айнтрахт Франкфурт | Бундеслига       | 2024/25          | 20   | 2    | 3            | 0            | 6         | 2         | 0      | 0      | 29    | 4     |
| Айнтрахт Франкфурт | Итого            | Итого            | 82   | 8    | 11           | 1            | 22        | 2         | 1      | 0      | 116   | 11    |
| Всего за карьеру   | Всего за карьеру | Всего за карьеру | 360  | 74   | 40           | 12           | 117       | 22        | 9      | 2      | 526   | 110   |

### Международная статистика
| Сборная          | Сезон            | Товарищеские | Товарищеские | Турниры | Турниры | Всего | Всего |
| Сборная          | Сезон            | Игры         | Голы         | Игры    | Голы    | Игры  | Голы  |
| ---------------- | ---------------- | ------------ | ------------ | ------- | ------- | ----- | ----- |
| Германия         | 2010             | 1            | 0            | 0       | 0       | 1     | 0     |
| Германия         | 2011             | 7            | 1            | 4       | 1       | 11    | 2     |
| Германия         | 2012             | 4            | 0            | 4       | 2       | 8     | 1     |
| Германия         | 2013             | 2            | 0            | 4       | 3       | 6     | 3     |
| Германия         | 2014             | 5            | 4            | 10      | 3       | 15    | 7     |
| Германия         | 2015             | 2            | 0            | 5       | 2       | 7     | 2     |
| Германия         | 2016             | 6            | 1            | 8       | 0       | 14    | 1     |
| Германия         | 2017             | 1            | 0            | 0       | 0       | 1     | 0     |
| Германия         | 2022             | 0            | 0            | 2       | 0       | 2     | 0     |
| Германия         | 2023             | 1            | 0            | 0       | 0       | 1     | 0     |
| Всего за карьеру | Всего за карьеру | 29           | 6            | 37      | 11      | 66    | 17    |